# Need for Speed: Porsche 2000
Need for Speed: Porsche 2000 (in Amerika uitgegeven als Need for Speed: Porsche Unleashed), is een videospel ontwikkeld door EA Canada en uitgegeven door Electronic Arts in Europa op 29 juni 2000. Het spel kwam uit voor de PlayStation, Microsoft Windows en Game Boy Advance. In tegenstelling tot de meeste spellen uit de Need for Speed-serie draait dit spel alleen om auto's van het merk Porsche, met modellen uit 1950 tot en met 2000. Tevens bevat het spel veel informatie over de verschillende modellen.

## Gameplay
Need for Speed: Porsche 2000 is een racespel waarbij de speler rijdt in Porsche-auto's op Europese racebanen, waaronder op Corsica, de Duitse Autobahn, Côte d'Azur en het Zwarte Woud.
Alle auto's in het spel zijn in het echt goed bestudeerd, om de ervaring zo realistisch mogelijk te maken. Het spel is verder voor het grootste deel hetzelfde als de andere delen uit de serie. Wel zijn er een aantal verbeteringen toegevoegd. Zo kan de speler nu de auto modificeren met allerlei verschillende onderdelen van Porsche en de besturing van auto's loopt nu soepeler. De politieachtervolgingen uit Need for Speed III: Hot Pursuit en Need for Speed: Road Challenge zitten nog wel in het spel, maar komen alleen voor in de modus Factory Driver.

## Ontvangst
| Beoordeeld door                | Platform         | Jaar | Score |
| ------------------------------ | ---------------- | ---- | ----- |
| incite PC Gaming               | Windows          | 2000 | 100%  |
| PC Gamer                       | Windows          | 2000 | 94%   |
| PC Games (Duitsland)           | Windows          | 2001 | 90%   |
| Power Unlimited                | PlayStation      | 2000 | 90%   |
| GameSpot                       | Windows          | 2000 | 89%   |
| PC Gameplay (Benelux)          | Windows          | 2000 | 82%   |
| Adrenaline Vault, The (AVault) | Windows          | 2000 | 80%   |
| Gamekult                       | Windows          | 2000 | 70%   |
| IGN                            | Game Boy Advance | 2004 | 60%   |
| Nintendojo                     | Game Boy Advance | 2004 | 50%   |

The Need for Speed · II · III: Hot Pursuit · Road Challenge · Porsche 2000 · Hot Pursuit 2 · Underground · Underground 2 · Underground Rivals · Most Wanted (2005) · Carbon · Pro Street · Undercover · Nitro · Shift · World · Hot Pursuit (2010) · Shift 2: Unleashed · The Run · Most Wanted (2012) · Rivals · Need for Speed · Payback · Heat · Unbound